# Svetozar Miletić (Politiker)

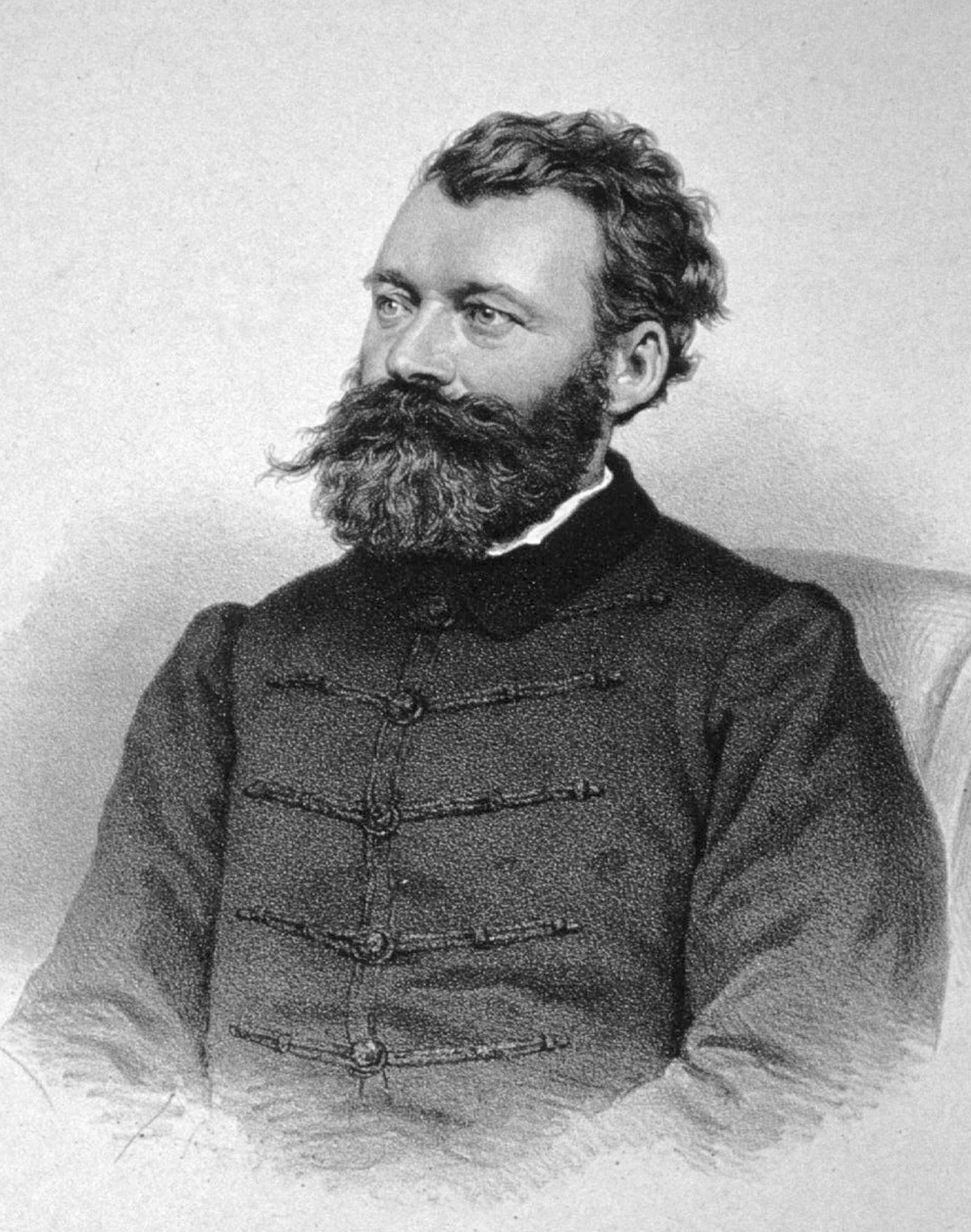
Svetozar Miletić, Lithographie von Josef Kriehuber (1867)

Svetozar Miletić (serbisch-kyrillisch Светозар Милетић; * 22. Februar 1826 in Mošorin bei Novi Sad, Batschka; † 4. Februar 1901 in Vršac, Komitat Temes) war ein serbischer Rechtsanwalt, nationalliberaler Politiker und Publizist im Königreich Ungarn. Der Gründer und Anführer der Serbischen nationalen freisinnigen Partei (SNSS) war 1861–62 und 1867–68 Bürgermeister der Stadt Novi Sad sowie von 1866 bis 1876 Abgeordneter im ungarischen Reichstag.

## Leben
Nach Abschluss des Gymnasiums in Novi Sad (Neusatz) begann Miletić 1844 in Preßburg (Bratislava) ein Studium der Philosophie, 1846 wechselte er an die Universität Pest und zur Jurisprudenz. Er initiierte 1847 die panslawistische Zeitschrift Slavjanka („Die Slawin“), von der jedoch nur eine Ausgabe erschien. Bei Ausbruch der Märzrevolution 1848 ging er als Agitator zurück in das mehrheitlich von Serben besiedelte Gebiet der Batschka, des östlichen Syrmien und des westlichen Banat, das eine serbische Nationalversammlung in Sremski Karlovci im Mai 1848 zur Serbischen Wojwodina erklärte. Miletić wurde in den Hauptausschuss der Nationalversammlung gewählt, der zum Wojwoden ausgerufene serbisch-orthodoxe Patriarch Josif Rajačić ernannte ihn im Oktober 1848 zum Landesbeamten.
Nach der Niederschlagung der Revolution ging Miletić im Herbst 1849 nach Wien, wo er an der Universität Wien sein Jusstudium abschloss. Er promovierte 1854 zum Dr. jur. und wurde Assessor am Gericht von Lugosch im Banat. Zwei Jahre später verließ er jedoch den Staatsdienst, um 1857 eine Rechtsanwaltspraxis in Novi Sad zu eröffnen. Ab 1860 betätigte er sich wieder politisch. Er trat nach der Auflösung des Kronlands Woiwodschaft Serbien und Temeser Banat und dessen Anschluss an das Königreich Ungarn durch das Oktoberdiplom für den Erhalt der nationalen Rechte der Serben, aber auch für Verständigung mit den Ungarn ein. Miletić wurde 1861 zum Bürgermeister von Novi Sad gewählt. Als der Stadtrat im Jahr darauf beschloss, Serbisch als Amtssprache auch im Schriftverkehr mit übergeordneten Behörden einzuführen, löste die ungarische Verwaltung den Stadtrat auf und setzte Miletić als Bürgermeister ab. In der Folgezeit übernahm er die Leitung der Zeitung Srpski dnevnik.

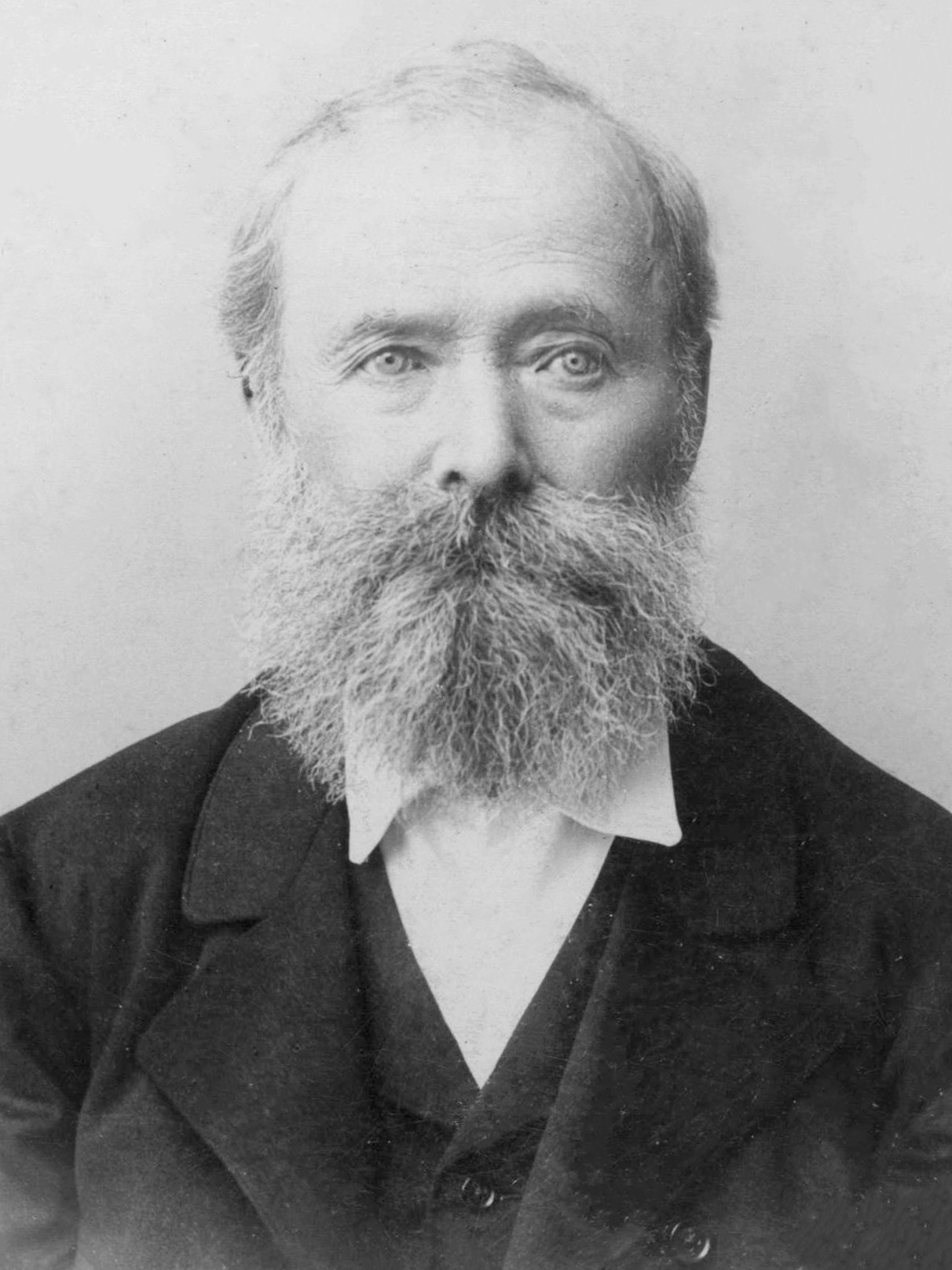
Photographie Miletićs von Stevan Jovanović (1890er-Jahre)

Miletić wurde 1864 als Abgeordneter zum serbischen Nationalkongress und 1866 zum ungarischen Reichstag gewählt. Parallel gehörte er als Vertreter Syrmiens dem kroatischen Parlament (Sabor) an. In dieser Zeit war er der wichtigste Vertreter der serbischen Volksgruppe in der Donaumonarchie. Er gründete 1866 die Zeitung Zastava („Die Flagge“), in der einige der seinerzeit wichtigsten serbischen Politiker und Schriftsteller der Vojvodina publizierten. Der Österreichisch-Ungarische Ausgleich von 1867, der die ungarische Reichshälfte zu einem Einheitsstaat ohne Rücksicht auf die dort siedelnden Nationalitäten machte, war ein Schlag gegen Miletićs Vorhaben einer Föderalisierung des Habsburgerreichs. Er wurde 1867 erneut zum Bürgermeister von Novi Sad gewählt, aber im Jahr darauf wiederum von den ungarischen Behörden abgesetzt. Im Jahr 1869 gründete Miletić die Serbische nationale freisinnige Partei (Srpska narodna slobodoumna stranka, SNSS), deren Programm er auch verfasste. Er führte die nationalliberale Partei von ihrem ersten Kongress in Zrenjanin (Großbetschkerek) bis 1883. Wegen eines Artikels in der Zastava, in dem er den kroatischen Landtag und den Ban Levin Rauch angriff, wurde Miletić 1870 zu einem Jahr Gefängnis verurteilt.

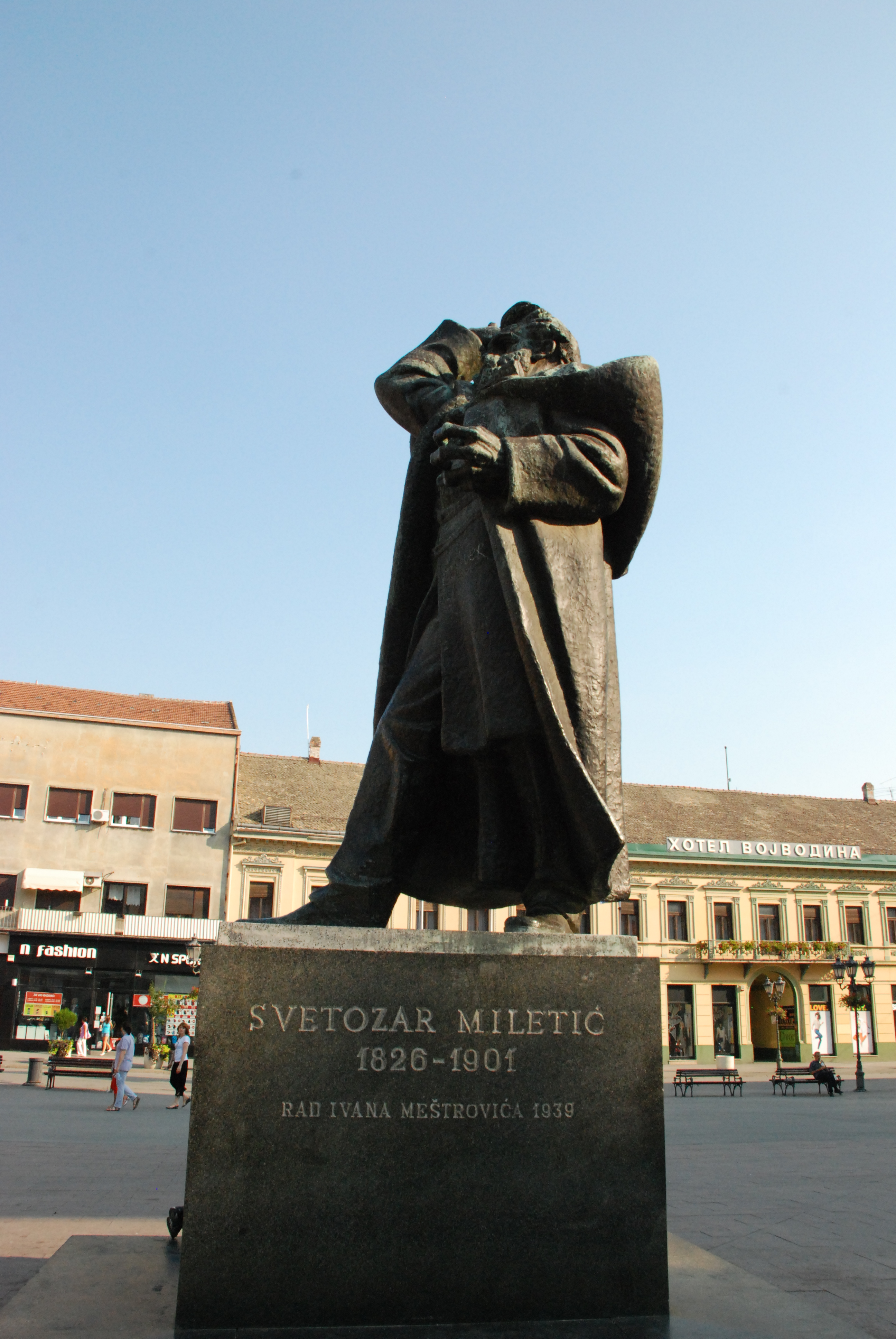
Miletić-Statue in Novi Sad

Er unterstützte ab 1875 den Aufstand der Serben in der Herzegovina gegen die osmanische Herrschaft und verlangte, dass sich Österreich-Ungarn dort nicht einmischen sollte. Unter dem Vorwurf des Hochverrats – Miletić soll versucht haben, die Vojvodina mit dem vom Osmanischen Reich autonomen Fürstentum Serbien zu vereinigen – wurde er im Juni 1876 erneut verhaftet und nach eineinhalb Jahren in Untersuchungshaft 1878 zu fünf Jahren Gefängnis verurteilt. Im November 1879 wurde er jedoch vorzeitig aus der Haft entlassen. Aufgrund eines „Nervenleidens“ musste er sich 1883 aus der Politik zurückziehen und verbrachte die Jahre bis 1889 in einer Nervenheilanstalt. Nach seiner Entlassung lebte er bei seinem Sohn Slavko Miletić, der Arzt in Vršac war.

## Ehrungen
Das Dorf Lemeš bei Sombor in der westlichen Batschka wurde 1925 in Svetozar Miletić umbenannt.
Auf dem zentralen Trg slobode (Freiheitsplatz) in der Altstadt von Novi Sad steht vor dem Rathaus seit 1939 ein Denkmal für Svetozar Miletić. Die überlebensgroße Bronzestatue wurde von Ivan Meštrović gestaltet.